# Монткалм (окръг, Мичиган)
Окръг Монткалм (на английски: Montcalm County) е окръг в щата Мичиган, Съединени американски щати. Площта му е 1867 km², а населението - 63 968 души (2018). Административен център е град Стантън.